# كيم سو هيون (ممثلة مواليد 1975)
كيم سو هيون (بالكورية: 김소현)‏ هي ممثلة المسرح الموسيقي كورية جنوبية، ولدت يوم 12 نوفمبر 1975 في سول في كوريا الجنوبية.

## روابط خارجية
- لا بيانات لهذه المقالة على ويكي بيانات تخص الفن